# Кринган, Уилли
Уильям Кринган (англ. William Cringan; 21 апреля 1890, Muirkirk — 12 мая 1958, Батгейт, Уэст-Лотиан) — шотландский футболист, играл на позиции защитника.

## Биография

### Клубная карьера
В 1910 году Кринган стал игроком клуба «Сандерленд», в составе которого отыграл шесть сезонов. В составе «чёрных котов» Кринган в 1913 году выиграл чемпионский титул, но не играл в финале Кубка Англии, в котором «Сандерленд» проиграл Астон Вилле со счётом 0:1. Всего за «Сандерленд» сыграл в Первом дивизионе 77 матчей и забил 2 гола.
В течение года Кринган играл за «Эр Юнайтед», отыграв сезон на правах аренды. В мае 1917 года Кринган перешёл в «Селтик», за который дебютировал 12 мая 1917 года в матче с «Рейнджерс» — «Селтик» выиграл матч со счётом 2:0. В составе «кельтов» он стал одним из ключевым игроком обороны, сыграл во всех турнирах 214 матчей и забил 9 голов. Вместе с «Селтиком» Кринган выиграл два чемпионских титула в 1919 и 1922 годах, а также Кубок Шотландии в 1923 году, который он выиграл в качестве капитана «кельтов».
В 1923 году перешёл в «Терд Ланарк», в составе которого играл один сезон. В 1924 году присоединился к клубу «Мотеруэлл», за который сыграл 16 матчей и забил 1 гол. Затем он играл непродолжительное время за «Инвернесс Тисл» и «Батгейт».

### Карьера в сборной
В составе сборной Шотландии дебютировал 26 февраля 1920 года в матче против сборной Уэльса — та встреча закончилась вничью 1:1. Всего за сборную Шотландии сыграл 5 матчей и не отметился забитыми мячами.

### Семья
Его младший брат Джимми (1904—1972) также был профессиональным футболистом и большую часть своей карьеры играл за «Бирмингем Сити».

### Смерть
Скончался 12 мая 1958 года в возрасте 68 лет.

## Достижения
«Сандерленд»
- Чемпион Англии (1) : 1912/13
- Финалист Кубка Англии (1) : 1913

«Селтик»
- Чемпион Шотландии (2) : 1918/19, 1921/22
- Обладатель Кубка Шотландии (1) : 1922/23